# José Luis Llorente
José Luis Llorente, José Luis Llorente Gento, né le 6 janvier 1959 à Valladolid, est un basketteur espagnol.

## Club
- Real Madrid

## Palmarès

### Club
compétitions internationales 
- Vainqueur de la Coupe des clubs champions 1980
- Vainqueur de la Coupe des Coupes 1989
- Vainqueur de la Coupe Korać 1988, 1992
- Vainqueur du Mondial des clubs : 1981

 compétitions nationales 
- Champion d'Espagne 1980, 1982
- Vainqueur de la Coupe du Roi 1989

### jeux olympiques d'été
- jeux Olympiques de 1984 à Los Angeles, États-Unis
  -  Médaille d'argent

### Championnat d'Europe
- Médaille d'argent du Championnat d'Europe junior 1978 à Roseto